# Coenonympha macrophthalma
Coenonympha macrophthalma är en fjärilsart som beskrevs av Ruggero Verity 1953. Coenonympha macrophthalma ingår i släktet Coenonympha och familjen praktfjärilar. Inga underarter finns listade i Catalogue of Life.